# Hiptage
Hiptage es un género con 26 especies de plantas con flores  perteneciente a la familia Malpighiaceae. Es originario del sudeste de Asia. El género fue descrito por Joseph Gaertner y publicado en De Fructibus et Seminibus Plantarum. . . .  2: 169, en el año 1790.  La especie tipo es Hiptage madablota Gaertn. [=Hiptage benghalensis (L.) Kurz].

## Descripción
Son lianas leñosas, arbustos o pequeños árboles. Las hojas son opuestas, coriáceas o subcoriáceas, enteras , a veces con 2 glándulas basales en la superficie abaxial; con diminutas estípulas o ausentes. Las inflorescencias se producen en forma de racimos axilares o terminales. Las flores son blancas, a veces rosadas, fragantes, bisexuales y zigomorfas. Sus frutos son las sámaras.

## Especies seleccionadas
- Hiptage acuminata Wall. ex A.Juss.
- Hiptage arborea Kurz
- Hiptage benghalensis 	(L.) Kurz
- Hiptage candicans Hook.f.
- Hiptage cavaleriei H.Lév.